# Space Surveillance System

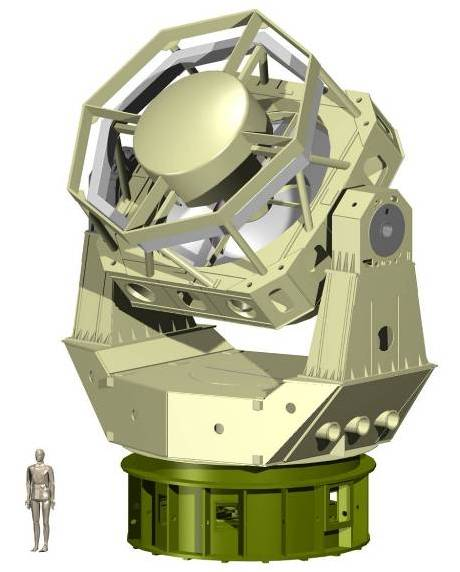
Space-Surveillance-Teleskop

Als Space Surveillance System (Weltraumüberwachungssystem) wird ein Netzwerk von Teleskopen und Radaranlagen bezeichnet, das zur Aufrechterhaltung eines Katalogs von künstlichen Weltraumobjekten (operationelle Satelliten, Weltraumschrott) eingesetzt wird. Systeme dieser Art werden derzeit von den Vereinigten Staaten, Russland und der Volksrepublik China betrieben. ESA hat mit dem SSA-Programm ein eigenes Überwachungssystem.

## Das US Space Surveillance Network (SSN)
Dieses System besteht aus 17 Radaranlagen und 8 Teleskopen. Auch ein weltraumgestützter Sensor, das Space Based Visible Teleskop, wird dabei eingesetzt. Die Anzahl der Weltraumobjekte, die derzeit vom Space Surveillance Network (SSN) verfolgt werden, beläuft sich momentan auf etwa 13.000. Offen zugänglich sind derzeit jedoch nur Daten für etwa 8.600 Objekte. Je nach Umlaufbahn haben die kleinsten der im Katalog enthaltenen Objekte einen Durchmesser von 5 cm (erdnahe Umlaufbahn) bis 50 cm (geostationäre Umlaufbahn). Dabei sind für die nahen Objekte Radare vorteilhaft, für die fernen optische Teleskope.

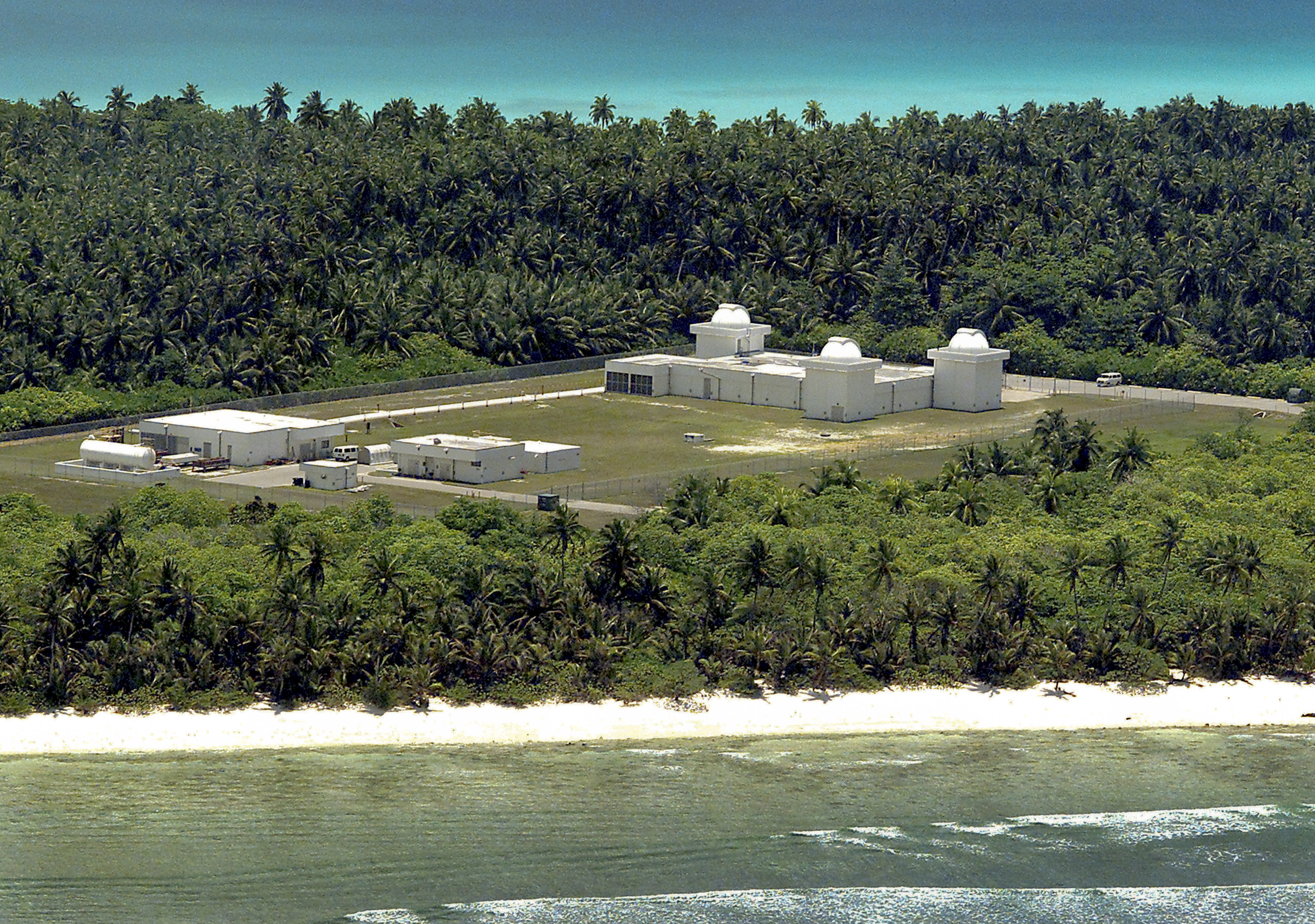
GEODSS-Anlage auf Diego Garcia

Neben der Suche nach neuen Objekten werden die katalogisierten Objekte abwechselnd kurz beobachtet, um deren Bahndaten zu aktualisieren, bei nahen Objekten mehrmals pro Tag. Die große Datenmenge kommt u. a. von Teleskopen (Ground-based Electro-Optical Deep Space Surveillance kurz GEODSS) auf Maui, Diego Garcia, Socorro in New Mexico sowie von Phased-Array-Radare, wie Thule, Eglin und Cobra Dane, die für kleine Objekte nicht so empfindlich sind, aber durch ihren elektronisch schwenkbaren Strahl größere Objekte schneller entdecken – eine militärische Anforderung.

## Das französische GRAVES
GRAVES (französisch grand réseau adapté à la veille spatiale) ist ein französisches militärisches Radarsystem, das seit 2005 in Betrieb ist und der Bahnbestimmung von künstlichen Erdsatelliten dient.

## Das russische SKKP
Russland betreibt ein Überwachungssystem unter der Bezeichnung SKKP (russisch Система контроля космического пространства).

## Das chinesische Forschungszentrum für die Beobachtung von Zielen und Trümmerstücken im Weltraum
In China ist das Forschungszentrum für die Beobachtung von Zielen und Trümmerstücken im Weltraum der Akademie der Wissenschaften für die optische Überwachung des erdnahen Raums zuständig, das Satellitenkontrollzentrum Xi’an der Strategischen Kampfunterstützungstruppe für die Radarüberwachung. Der Katalog der Objekte wird vom Zentrum für Überwachung von Weltraummüll der Nationalen Raumfahrtbehörde Chinas betreut.